# Арсенид серебра
Арсенид серебра — {\displaystyle {\ce {AgAs}}}, неорганическое бинарное соединение серебра с мышьяком, серые кристаллы с плотностью 3.598 г/см3.